# Никифоровское сельское поселение (Татарстан)
Никифоровское се́льское поселе́ние — муниципальное образование в Мамадышском районе Татарстана Российской Федерации.
Административный центр — село Никифорово.

## История
Статус и границы сельского поселения установлены Законом Республики Татарстан от 31 января 2005 года № 35-ЗРТ «Об установлении границ территорий и статусе муниципального образования "Мамадышский муниципальный район" и муниципальных образований в его составе».

## Население
| 2010 | 2011 | 2012 | 2013 | 2014 | 2015 | 2016 |
| ---- | ---- | ---- | ---- | ---- | ---- | ---- |
| 485  | ↘482 | ↘459 | ↘445 | ↘440 | ↘428 | ↘426 |
| 2017 | 2018 |      |      |      |      |      |
| →426 | ↘416 |      |      |      |      |      |

## Состав сельского поселения
| № | Населённый пункт | Тип населённого пункта       | Население |
| - | ---------------- | ---------------------------- | --------- |
| 1 | Никифорово       | село, административный центр | ↘323      |
| 2 | Сартык           | село                         |           |